# Lista över arbetslivsmuseer i Västerbottens län
Här följer en förteckning över arbetslivsmuseer i Västerbottens län.

## Västerbottens län
| Namn                                          | Typ av museum | Kommun, ort               | Adress Koordinat                                                                  | ID-nr | Bild                                                                                        |
| --------------------------------------------- | ------------- | ------------------------- | --------------------------------------------------------------------------------- | ----- | ------------------------------------------------------------------------------------------- |
| Pallins tryckeri                              |               | Åsele, Åsele              | Stallgatan 2 64.15997, 17.3555                                                    | 4573  | Ladda upp en bild av detta arbetslivsmuseum                                                 |
| Flottningsmuseet                              |               | Vindeln, Vindeln          | Kvarnområdet Vindeln 64.20862, 19.70633                                           | 2318  | Ladda upp en bild av detta arbetslivsmuseum                                                 |
| Finnfors kraftverksmuseum                     |               | Skellefteå, Finnfors      | Finnforsfallet 40 64.79208, 20.3368                                               | 2316  | Ladda upp en bild av detta arbetslivsmuseum                                                 |
| Obbola Fiskarmuseum                           |               | Obbola, Obbola            | Bodviksvägen 27 63.68722, 20.30068                                                | 4912  | Ladda upp en bild av detta arbetslivsmuseum                                                 |
| Fiske och sjöfartsmuseum                      |               | Umeå, Umeå                | Gammlia 63.82805, 20.29032                                                        | 2317  | Ladda upp en till bild av detta arbetslivsmuseum                                            |
| Byskebygdens hantverksmuseum                  |               | Skellefteå, Byske         | Ringvägen 47 64.9521, 21.22187                                                    | 2314  | Ladda upp en bild av detta arbetslivsmuseum                                                 |
| Degerfors kvarn                               |               | Vindeln, Vindeln          | Kvarnområdet Vindeln 64.21048, 19.7048                                            | 2315  | Ladda upp en bild av detta arbetslivsmuseum                                                 |
| Bure arkiv                                    |               | Skellefteå, Bureå         | Industrivägen 51 64.62117, 21.23282                                               | 2312  | Ladda upp en till bild av detta arbetslivsmuseum                                            |
| Bursiljums garveri                            |               | Skellefteå, Bursiljum     | Bursiljum 64.48502, 20.8628                                                       | 2313  | Ladda upp en bild av detta arbetslivsmuseum                                                 |
| Bodwiks båt- och fiskemuseum                  |               | Skellefteå, Boviken       | Boviken 64.79823, 21.04862                                                        | 2310  | Ladda upp en bild av detta arbetslivsmuseum                                                 |
| Bromuseum, utställningen Tallbergsbroarna     |               | Nordmaling, Nyåker        | Byvägen koordinater saknas                                                        | 2311  | Ladda upp en bild av detta arbetslivsmuseum                                                 |
| Elviramuseet                                  |               | Malå, Adak                | Vägen upp till Adakgruvan och sedan vänster. koordinater saknas                   | 2687  | Ladda upp en bild av detta arbetslivsmuseum                                                 |
| Västerbottens Medicinhistoriska Museum        |               | Umeå, Umeå                | Analysvägen 2 63.81867, 20.2984                                                   | 4385  | Se fler bilder av detta arbetslivsmuseum · Ladda upp en till bild av detta arbetslivsmuseum |
| Nybygget Rismyrliden                          |               | Skellefteå, Rismyrliden   | Nordväst om Bjurfors (4 mil från Skellefteå) 64.71867, 20.30492                   | 4284  | Ladda upp en till bild av detta arbetslivsmuseum                                            |
| Forum museum Rönnskär                         |               | Skellefteå, Skelleftehamn | Rönnskär 64.67213, 21.26025                                                       | 2765  | Ladda upp en bild av detta arbetslivsmuseum                                                 |
| Asplunda lanthandelsmuseum                    |               | Åsele, Tallsjö            | Tallsjö 64.1454, 18.00795                                                         | 4461  | Ladda upp en bild av detta arbetslivsmuseum                                                 |
| Västerbottensost besökscenter (Ostens hus)    |               | Skellefteå, Burträsk      | Kamvägen 12 64.5209, 20.65545                                                     | 2750  | Ladda upp en till bild av detta arbetslivsmuseum                                            |
| Sågplatsen Högland                            |               | Dorotea, Högland          | Högland koordinater saknas                                                        | 1670  | Ladda upp en bild av detta arbetslivsmuseum                                                 |
| Torvsjö kvarnar                               |               | Åsele, Torvsjö            | Torvsjö 64.37433, 17.2645                                                         | 1671  | Se fler bilder av detta arbetslivsmuseum · Ladda upp en till bild av detta arbetslivsmuseum |
| Volvobäckens kvarnar                          |               | Storuman, Storuman        | Långsjöbyn koordinater saknas                                                     | 1673  | Ladda upp en bild av detta arbetslivsmuseum                                                 |
| Husvagnsmuseum i Dorotea                      |               | Dorotea, Dorotea          | koordinater saknas                                                                | 4454  | Ladda upp en bild av detta arbetslivsmuseum                                                 |
| Skotermuseet i Umnäs                          |               | Storuman, Umnäs           | Skoterhotellet koordinater saknas                                                 | 1669  | Ladda upp en bild av detta arbetslivsmuseum                                                 |
| Skogsmuseet i Lycksele                        |               | Lycksele, Lycksele        | Gammplatsen 64.60375, 18.67038                                                    | 1667  | Se fler bilder av detta arbetslivsmuseum · Ladda upp en till bild av detta arbetslivsmuseum |
| Sagabodens motormuseum                        |               | Vilhelmina, Dikanäs       | Dikanäs koordinater saknas                                                        | 1665  | Ladda upp en bild av detta arbetslivsmuseum                                                 |
| Sagabiografen                                 |               | Malå, Adak                | Gruvvägen 33, Adak . 65.35975, 18.6007                                            | 1664  | Ladda upp en bild av detta arbetslivsmuseum                                                 |
| Malå geomuseum                                |               | Malå, Malå                | Hotellgatan 10 koordinater saknas                                                 | 1660  | Ladda upp en bild av detta arbetslivsmuseum                                                 |
| Västerbackens sågverksmuseum                  |               | Umeå, Holmsund            | Västerbacken 63.70567, 20.3547                                                    | 2345  | Se fler bilder av detta arbetslivsmuseum · Ladda upp en till bild av detta arbetslivsmuseum |
| Världens längsta linbana                      |               | Norsjö, Örträsk           | Örträsk 67 65.00705, 19.6193                                                      | 2344  | Ladda upp en till bild av detta arbetslivsmuseum                                            |
| Drängsmarks vatten- och ångsåg                |               | Skellefteå, Drängsmark    | Norra Drängsmark 64.93378, 20.95418                                               | 2346  | Se fler bilder av detta arbetslivsmuseum · Ladda upp en till bild av detta arbetslivsmuseum |
| Varuträsk vildmarksgruva                      |               | Skellefteå, Varuträsk     | Vildmarksgruvan ligger 10 km väster om Skellefteå nära väg 95. 64.79838, 20.74285 | 2341  | Ladda upp en bild av detta arbetslivsmuseum                                                 |
| Umeå energicentrum med Klabböle kraftverk     |               | Umeå, Umeå                | Klabböle 63.83437, 20.11905                                                       | 2340  | Se fler bilder av detta arbetslivsmuseum · Ladda upp en till bild av detta arbetslivsmuseum |
| Vännäs motormuseum                            |               | Vännäs, Vännäs            | Vännäs läger 63.90872, 19.73468                                                   | 2343  | Se fler bilder av detta arbetslivsmuseum · Ladda upp en till bild av detta arbetslivsmuseum |
| Vattensågen i Krångfors                       |               | Skellefteå, Krångfors     | koordinater saknas                                                                | 2342  | Ladda upp en till bild av detta arbetslivsmuseum                                            |
| Gammplatsen                                   |               | Lycksele, Lycksele        | koordinater saknas                                                                | 1652  | Se fler bilder av detta arbetslivsmuseum · Ladda upp en till bild av detta arbetslivsmuseum |
| Gafsele såg och kvarn                         |               | Åsele, Åsele              | Västra Gafsele koordinater saknas                                                 | 1651  | Ladda upp en bild av detta arbetslivsmuseum                                                 |
| Kulturum Fatmomakke                           |               | Vilhelmina, Fatmomakke    | 65.08457, 15.14598                                                                | 1657  | Se fler bilder av detta arbetslivsmuseum · Ladda upp en till bild av detta arbetslivsmuseum |
| Inlandsbanemuseet                             |               | Sorsele, Sorsele          | Stationsgatan 19 koordinater saknas                                               | 1655  | Ladda upp en till bild av detta arbetslivsmuseum                                            |
| MC-museum                                     |               | Umeå, Umeå                | Aktrisgränd 25, Umedalen 63.83798, 20.15687                                       | 2330  | Ladda upp en bild av detta arbetslivsmuseum                                                 |
| Norrbyskärs Museum                            |               | Umeå, Norrbyskär          | Norrbyn, färja över till Norrbyskär 63.56407, 19.83025                            | 2331  | Ladda upp en till bild av detta arbetslivsmuseum                                            |
| Norsjö skidlöparmuseum                        |               | Norsjö, Norsjö            | Norsjö hembygdsområde 64.90855, 19.47408                                          | 2332  | Ladda upp en till bild av detta arbetslivsmuseum                                            |
| Regementsmuseet I 20                          |               | Umeå, Umeå                | Umeå garnisonsområde 63.83607, 20.25368                                           | 2334  | Ladda upp en till bild av detta arbetslivsmuseum                                            |
| Robertsfors bruksmuseum med bruksjärnväg      |               | Robertsfors, Robertsfors  | Herrgårdsvägen 64.18498, 20.85192                                                 | 2335  | Ladda upp en till bild av detta arbetslivsmuseum                                            |
| Sankta Anna underjordskyrka med visningsgruva |               | Lycksele, Kristineberg    | Nervägen 6 65.0612, 18.57553                                                      | 2336  | Se fler bilder av detta arbetslivsmuseum · Ladda upp en till bild av detta arbetslivsmuseum |
| Byske skolmuseum                              |               | Skellefteå, Byske         | Kyrkgatan 9 64.95647, 21.19182                                                    | 2337  | Ladda upp en bild av detta arbetslivsmuseum                                                 |
| Stackgrönnans båtmuseum                       |               | Skellefteå, Stackgrönnan  | Stackgrönnan 64.70787, 21.12638                                                   | 2338  | Ladda upp en till bild av detta arbetslivsmuseum                                            |
| Svenska skidmuseet                            |               | Umeå, Umeå                | Gammlia 63.82838, 20.29028                                                        | 2339  | Ladda upp en till bild av detta arbetslivsmuseum                                            |
| Olofsfors bruksmuseum                         |               | Nordmaling, Olofsfors     | Olofsfors 63.58165, 19.44412                                                      | 2482  | Ladda upp en till bild av detta arbetslivsmuseum                                            |
| Bygdemuseet Gratian                           |               | Storuman, Slussfors       | Skoterhotellet koordinater saknas                                                 | 1649  | Ladda upp en bild av detta arbetslivsmuseum                                                 |
| Baksjölidens kvarnanläggning                  |               | Åsele, Fredrika           | Baksjöliden koordinater saknas                                                    | 1648  | Ladda upp en bild av detta arbetslivsmuseum                                                 |
| Idrottsmuseum                                 |               | Skellefteå, Skellefteå    | Skellefteå Isstadion koordinater saknas                                           | 2323  | Ladda upp en bild av detta arbetslivsmuseum                                                 |
| Holmöns båtmuseum                             |               | Umeå, Holmön              | Holmön, färja från Norrfjärden 63.80422, 20.86392                                 | 2321  | Ladda upp en till bild av detta arbetslivsmuseum                                            |
| Gamla repslageriet i Kåge                     |               | Skellefteå, Kåge          | Kåge 64.8338, 20.99573                                                            | 2320  | Ladda upp en bild av detta arbetslivsmuseum                                                 |
| Kålaboda lantbruksmuseum                      |               | Robertsfors, Kålaboda     | Ö. Kålaboda 113 64.38743, 20.91183                                                | 2327  | Ladda upp en bild av detta arbetslivsmuseum                                                 |
| Kulturum Ratan                                |               | Robertsfors, Ratan        | Tullgården 63.98962, 20.88693                                                     | 2325  | Ladda upp en bild av detta arbetslivsmuseum                                                 |
| Jaktmuseum                                    |               | Norsjö, Norsjö            | Norsjö hembygdsområde 64.90878, 19.47503                                          | 2324  | Ladda upp en bild av detta arbetslivsmuseum                                                 |
| Lövångers sockenmuseum                        |               | Skellefteå, Lövånger      | Lövångers kyrkstad 64.37005, 21.31938                                             | 2329  | Ladda upp en bild av detta arbetslivsmuseum                                                 |
| Lanthandelsmuseet                             |               | Robertsfors, Bygdeå       | Dalkarlså folkhögskola 64.04447, 20.85862                                         | 2328  | Ladda upp en bild av detta arbetslivsmuseum                                                 |

## Tidigare arbetslivsmuseer i Västerbottens län
- Id-nr 2309, Bergrum Boliden, Boliden.
- Id-nr 2347, Örvikens arbetarbostäder, Örviken.
- Id-nr 2333, Pengsjö museum, Vännäs, Pengsjö.